# Costa Mesa
Costa Mesa, fundada en 1953, es una ciudad del condado de Orange en el estado estadounidense de California. En el año 2010 tenía una población de 117.178 habitantes y una densidad poblacional de 2,893.28 personas por km². Desde su incorporación en 1953, la ciudad ha crecido de un pueblo rural de 16,840 habitantes a una ciudad suburbana con una economía basada en el minoreo, comercio y manufacturación.

## Geografía
Costa Mesa está localizada en las coordenadas 33°39′54″N 117°54′44″O / 33.66500, -117.91222 (33.664969, -117.912289). Localizada a 37 millas (60 km) al sur este de Los Ángeles, 88 millas (142 km) al norte de San Diego y 425 millas (684 km) al sur de San Francisco, Costa Mesa tiene un área total de 16 mi² (41 km²) a tan sólo 1 milla (1,6 km) del océano Pacífico. 
| Parámetros climáticos promedio de Costa Mesa, California | Parámetros climáticos promedio de Costa Mesa, California | Parámetros climáticos promedio de Costa Mesa, California | Parámetros climáticos promedio de Costa Mesa, California | Parámetros climáticos promedio de Costa Mesa, California | Parámetros climáticos promedio de Costa Mesa, California | Parámetros climáticos promedio de Costa Mesa, California | Parámetros climáticos promedio de Costa Mesa, California | Parámetros climáticos promedio de Costa Mesa, California | Parámetros climáticos promedio de Costa Mesa, California | Parámetros climáticos promedio de Costa Mesa, California | Parámetros climáticos promedio de Costa Mesa, California | Parámetros climáticos promedio de Costa Mesa, California | Parámetros climáticos promedio de Costa Mesa, California |
| Mes                                                      | Ene.                                                     | Feb.                                                     | Mar.                                                     | Abr.                                                     | May.                                                     | Jun.                                                     | Jul.                                                     | Ago.                                                     | Sep.                                                     | Oct.                                                     | Nov.                                                     | Dic.                                                     | Anual                                                    |
| -------------------------------------------------------- | -------------------------------------------------------- | -------------------------------------------------------- | -------------------------------------------------------- | -------------------------------------------------------- | -------------------------------------------------------- | -------------------------------------------------------- | -------------------------------------------------------- | -------------------------------------------------------- | -------------------------------------------------------- | -------------------------------------------------------- | -------------------------------------------------------- | -------------------------------------------------------- | -------------------------------------------------------- |
| Temp. máx. media (°C)                                    | 21.7                                                     | 22.2                                                     | 23.3                                                     | 25                                                       | 27.8                                                     | 30                                                       | 31.7                                                     | 32.8                                                     | 32.2                                                     | 29.4                                                     | 24.4                                                     | 21.7                                                     | 28.1                                                     |
| Temp. mín. media (°C)                                    | 10.6                                                     | 12.2                                                     | 13.3                                                     | 15                                                       | 16.1                                                     | 17.8                                                     | 19.4                                                     | 21.7                                                     | 21.1                                                     | 16.7                                                     | 14.4                                                     | 10                                                       | 16.1                                                     |
| Precipitación total (mm)                                 | 68.6                                                     | 64.5                                                     | 59.7                                                     | 20.3                                                     | 4.6                                                      | 2                                                        | 0.5                                                      | 2.3                                                      | 7.6                                                      | 7.1                                                      | 25.9                                                     | 42.9                                                     | 306.1                                                    |
| Fuente: Weather Channel                                  |                                                          |                                                          |                                                          |                                                          |                                                          |                                                          |                                                          |                                                          |                                                          |                                                          |                                                          |                                                          |                                                          |

Según la Oficina del Censo de los EE. UU., la ciudad tiene un área total de 40.6 km² (15.7 mi²). En la cual 40.5 km² (15.6 mi²) es tierra y 0.2 km² (0.1 mi²) (0.38%) es agua.

## Demografía
En el censo del año 2000 consta la existencia de 108,724 personas, 39,206 hogares, y 22,778 familias residiendo en la ciudad. La densidad poblacional fue de 2,685.8/km² (6,956.3/mi²). Había 40,406 casas unifamiliares en una densidad de 998.1/km² (2,585.2/mi²). La demografía de la ciudad era del 69.48% caucásica, 1.40% afroamericana, 0.78% amerindia, 6.90% asiática, 0.60% isleño del Pacífico, 16.57% de otras razas y 4.27% de dos o más razas. El 31.75% de la población era hispana o latina de cualquier raza.

## Educación
El Distrito Escolar Unificado Newport-Mesa gestiona escuelas públicas.

## Ciudades hermanadas
- Wyndham, Australia

## Residentes notables
- Jake Gibb, atleta olímpico de voleibol[4]
- Mike Barrowman, nadador olímpico
- Misty May-Treanor, medallista olímpico doble de oro en voleibol
- Tim Hendricks, artista de tatuajes (Miami Ink)
- Óscar Torres, músico
- Los Growlers.
- Sasha Cohen, patinadora artística